# Meseta de Gilf Kebir
Gilf Kebir (en árabe: جلف كبير‎, también transcrito como Gilf al-Kebir o Jilf al Kabir) es una meseta en la gobernación de Nuevo Valle del rincón suroeste de Egipto, y al sureste de Libia. Su nombre se traduce como "la Gran Barrera". Esta meseta de composición de arenisca de unos 7.770 km², de aproximadamente el tamaño de Puerto Rico, se eleva a 300 metros del suelo sobre el desierto Líbico.
El nombre de Gilf Kebir le fue dado a la meseta por el príncipe Kamal el Dine Hussein en 1925, ya que no tenía un nombre local. Es conocido por su belleza natural, la lejanía, el interés geológico y los acantilados con pinturas rupestres, pictogramas y petroglifos que representan una época anterior de abundante vida animal y la presencia humana.

## Petroglifos

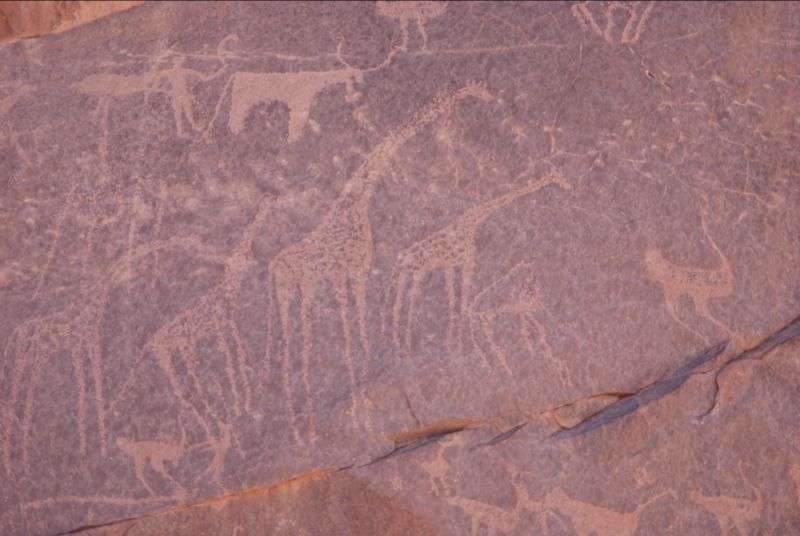
Antiguos petroglifos de una jirafa, un avestruz y una vaca de cuernos largos siendo pastoreados.

Gilf Kebir es conocido por sus petroglifos prehistóricos neolíticos como: * Grabados rupestres en la parte superior del uadi Hamra.
- Magharet el Kantara, en el sur de Gilf Kebir, que solo contiene un yacimiento conocido de arte rupestre, una cueva descubierta por Shaw en 1936.
- Uadi Sura, en el suroeste de Gilf Kebir: la "Cueva de los Nadadores", descubierta por el conde húngaro László Almásy (novela de El Paciente Inglés), además de muchas otras pinturas en las cercanías.
- En enero de 2003, las expediciones a Zerzura y Jacopo Foggini descubrieron de forma independiente un nuevo e importante yacimiento de arte rupestre en Gilf Kebir occidental (cueva de Foggini-Mestekawi).
- La mitad noroccidental de Gilf Kebir, aparte de uadi Sura, sólo cuenta con unos pocos grabados dispersos, de una datación aparentemente muy antigua.
- Karkur Talh y Karkur Murr: los principales valles orientales del Uweinat contienen una de las concentraciones más ricas de arte rupestre de todo el Sáhara.
- Uweinat occidental: los abrigos bajo los enormes peñascos de granito del Uweinat occidental contienen numerosas pinturas, incluidos los famosos yacimientos de Ain Doua.
- Yebel Arkanu, Yebel Kissu y la colina de Yerguehda, los macizos de granito de menor tamaño que rodean Uweinat tienen muchos yacimientos más pequeños.

Se ha descubierto que el arte rupestre sahariano se parece al de los valles del Nilo. La zona sahariana fue más húmeda hasta mediados del Holoceno o alrededor del 4000 a. C., cuando el monzón se retiró hacia el sur, obligando a los humanos a emigrar. Algunos se retiraron hacia el este, al valle del Nilo, llevando consigo sus creencias e influyendo en el arte egipcio.